# Le Philosophoire

Le Philosophoire est une revue française de philosophie générale fondée en 1996.

## Ligne éditoriale
La revue est indépendante (n'est pas affiliée à une institution) et pluraliste (ne représente aucune école de pensée en particulier).
Elle est éditée par la Librairie philosophique J. Vrin, diffusée par Cairn, référencée dans The Philosopher’s Index et dans l’International Philosophical Bibliography – Répertoire bibliographique de la philosophie (IPB).  58 numéros parus à ce jour.
Son objectif est de promouvoir la pensée libre et innovante en étant fidèle, autant que possible, à une double exigence :
- Formuler et traiter un problème philosophique, sans confondre celui-ci avec une question d’histoire de la philosophie. L’examen critique d’un auteur ou d’une doctrine ne constitue pas une fin en soi, mais doit servir l’instruction d’un problème.

- Nourrir la réflexion d’une culture la plus large possible, sans quoi elle risque de n’être que spéculation abstraite. Penser par soi-même n’est pas penser seul, et l’ignorance n’est pas requise pour être indépendant d’esprit.

Le sous-titre de la revue Laboratoire de philosophie indique que Le Philosophoire est le lieu où l'on fait de la philosophie, l'endroit des philosophes. Il précise aussi qu'il s'agit d'une revue de recherche.

## Composition des numéros
Chacun des numéros porte sur un thème de philosophie générale. Il s'inaugure par un ou deux entretiens avec des personnalités du monde de la philosophie ou des sciences humaines.
Suivent des articles sur le thème, puis différentes rubriques, selon les numéros: 
- "Inédit" (publication de textes inédits, se rapportant au thème),
- "Traduction" (traduction inédite d'auteurs contemporains, ou appartenant à la tradition),
- "Les livres passent en revue" (lectures critiques d'ouvrages récents),
- "Hors-Thème" (pour les articles qui ne traitent pas du thème principal du numéro)[7].

## Fonctionnement
La parution régulière de la revue (2 numéros par an) et les événements organisés autour de sa publication (colloques, conférences, salons, etc.) constituent l’activité principale de l’association qui en est le support légal et administratif : l’association «Le lisible et l’illisible» (association loi de 1901, à but non lucratif).
La revue est composée d’un Comité de rédaction, qui en est l’organe décisionnaire. À ce jour, les membres du Comité de rédaction sont Vincent Citot (également fondateur et directeur de la revue), Giulio De Ligio, Gabriel Gay-Para, Mathias Goy, Baptiste Jacomino, Adrien Louis et Elena Partene.
Outre le Comité de rédaction, le Comité de lecture est composé de rapporteurs rendant des avis sur la publiabilité des articles reçus, avec respect de l'anonymat.